# ノクターン (2020年の映画)
『ノクターン』（原題:Nocturne）は、2020年に配信されたアメリカ合衆国のホラー映画である。監督はズー・クアーク、主演はシドニー・スウィーニーが務めた。本作はクアークの長編映画監督デビュー作でもある。

## 概略
双子の姉妹、ジュリエットとヴィヴィアンは子供の頃からピアニストを目指して研鑽を積んできたが、高校生の頃になると、ヴィヴィアンの才能がジュリエットのそれを上回っているのは誰の目にも明らかになっていた。しかも、ヴィヴィアンはその明るい性格故にいつも周囲から愛されており、ジュリエットはヴィヴィアンに対して嫉妬心を募らせるばかりであった。
そんなある日、ジュリエットは亡くなった同級生の日記を発見した。その日記には恐るべき力が秘められており、ジュリエットはその力を利用してヴィヴィアンを追い抜こうとした。しかし、このとき、ジュリエットは後に代償を払うことになるとは予想だにしていなかった。

## キャスト
※括弧内は日本語吹替。
- ジュリエット：シドニー・スウィーニー(吉田麻実)
- ヴィヴィアン：マディソン・アイズマン(清水理沙)
- マックス：ジャック・コリモン
- ヘンリー・カスク：アイヴァン・ショウ
- キャシー：ジュリー・ベンツ
- デヴィッド：ブランドン・キーナー
- 部長：ジョネル・ケネディ

## 製作
2019年9月30日、シドニー・スウィーニー、マディソン・アイズマン、ジャック・コリモン、アイヴァン・ショウが本作に出演すると報じられた。2020年10月9日、ガゼル・ツインが本作で使用される楽曲を手がけるとの報道があった。

## マーケティング
2020年8月14日、本作の劇中写真が初めて公開された。9月17日、本作のオフィシャル・トレイラーが公開された。

## 評価
本作に対する批評家の評価は平凡なものに留まっている。映画批評集積サイトのRotten Tomatoesには46件のレビューがあり、批評家支持率は61%、平均点は10点満点で6.13点となっている。サイト側による批評家の見解の要約は「観客の思考を喚起する主題とホラー映画特有の要素が調和していない。その結果、『ノクターン』はよく言えばマイルド、悪く言えば凡庸な作品になってしまった。」となっている。また、Metacriticには11件のレビューがあり、加重平均値は58/100となっている。